# لوسیانو کاسرس
لوسیانو کاسرس (اسپانیایی: Luciano Cáceres‎؛ زادهٔ ۲۴ ژانویهٔ ۱۹۷۷) بازیگر اهل آرژانتین است. وی از سال ۱۹۹۸ میلادی تاکنون مشغول فعالیت بوده‌است.
از فیلم‌ها یا برنامه‌های تلویزیونی که وی در آن نقش داشته‌است، می‌توان به بدن نئونی، سیگنال، دانش‌آموختگان، دزدی از دزد و پسر اشاره کرد.